# The Kingston Trio
The Kingston Trio je americká folková hudební skupina, založená v roce 1957 v kalifornském městě Palo Alto. Původní sestavu tvořili Dave Guard, Bob Shane a Nick Reynolds. Původní sestava vydržela do roku 1967, ale i později skupina hrála, i když s jinými hudebníky. Získala řadu ocenění, jako například cenu Grammy a jejich verze písně „Tom Dooley“ byla uložena do národního registru nahrávek Knihovny Kongresu.